# Totengott

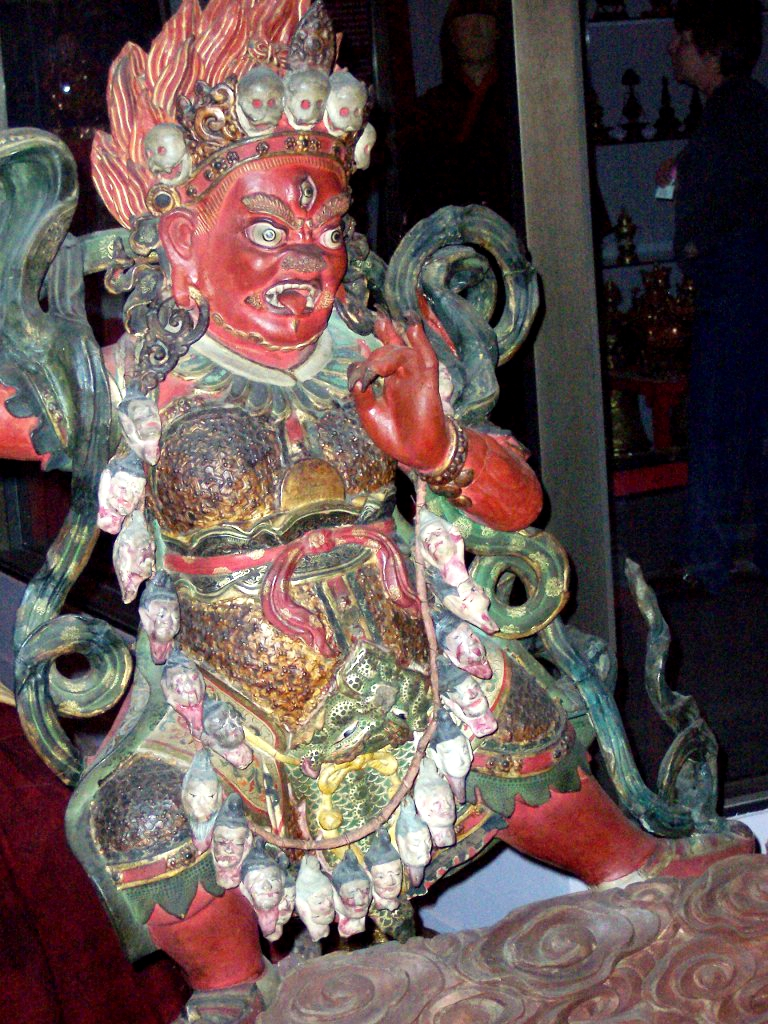
Tibetische Darstellung von Yánluó (Field Museum of Natural History, Chicago).

Manche Kulturen haben einen Totengott oder einen Gott der Unterwelt in ihrer Mythologie, ihrer Religion bzw. ihre Götterwelt aufgenommen. Die Attributierung eines Totengottes hängt von der Jenseitsvorstellung der jeweiligen Kultur ab, weswegen seine Rolle sowohl eine positive als auch eine negative sein kann.

## Differenzierungen
Herrscher der Unterwelt sind nicht unbedingt Gottheiten im engeren Sinn. Manchmal fungierten Heroen oder mythische Könige als Herrscher der Unterwelt und Totenrichter wie bei den Griechen Minos und Rhadamanthys. Auch die Vorstellung, dass die Könige nach dem Tod über die Seelen der verstorbenen Untertanen herrschen, war verbreitet. Zum Beispiel herrschte Achilleus nach seinem Tod über den Asphodeliengrund und seine Bewohner. Ergänzend gibt es die von einem Dämon oder Oberdämon ausgeübte Totenherrschaft wie in der christlichen Mythologie, in der Satan der Herrscher der Hölle ist.

## Totengötter in verschiedenen Kulturen
- In Mesopotamien (Sumerer, Akkader) galten Nergal und seine Gattin Ereškigal als Herrscherpaar der Unterwelt.
- In Ägypten war der Totengott Osiris und der Totenbegleiter Anubis.
- In der ugaritischen Mythologie hieß der Totengott Mot.
- Die Unterweltgottheiten der Hethiter waren der ursprünglich hattische Lelwani, der später weibliches Geschlecht annahm, und die ursprünglich luwische Sonnengöttin der Erde.[2]
- Die hurritische Gottheit der Unterwelt war die Göttin Allani oder Allatu, welche im Zuge der Identifizierung der hurritischen Götter mit dem hethitischen Pantheon in zwei Gottheiten aufgespalten wurde, Allani (Sonnengöttin der Erde) und Allatu (Lelwani)[3]
- In der griechischen Mythologie war es Hades, der personifizierte Tod war Thanatos, die Verkünderin des Todes Ker und der Totenbegleiter Hermes.
- In der etruskischen Mythologie war Aita der Gott der Unterwelt[4] und Calu der Gott des Todes.
- In der guanchen Mythologie war es Guayota, lebte im Inneren des Vulkans Teide.
- In der Mythologie der Römer war Dis (manchmal unter Betonung seiner strafenden Gewalt als Orcus) der Herrscher der Unterwelt und Mors der personifizierte Tod
- In der slawischen Mythologie ist Veles der Gott des Todes.
- In der nordischen Mythologie herrschte Hel über das Totenreich.
- Die irischen Kelten nannten den Herrn der Seelen Dagda, dazu kamen noch Cromm Cruach, Donn und Tigernmas, die Gallier kannten den Vater- und Totengott Dis Pater (Teutates, Taranis) und die  Waliser den Herren der Unterwelt Arawn.
- Im deutschen Volksmärchen taucht noch der Gevatter Hein auf.
- Im Hinduismus ist der Todes- und Richtergott Yama zuständig.
- Aztekische Mythologie: Mictlancihuatl und Mictlantecuhtli.
- Im Daoismus, Buddhismus und der chinesischen Mythologie gibt es den Todes- und Richtergott Yánluó, der im Diyu wirkt.
- Voodoo: Baron Samedi
- Japanische Mythologie: Izanami als Herrin der Unterwelt Yomi
- Indische / japanische / chinesische / tibetische Mythologie: Yama (Todesgott)